# Chapalmalania
Chapalmalania es un género extinto de mamíferos prociónidos cuyos restos fósiles se han encontrado en rocas del periodo Plioceno (épocas del Chapadmalalense al Uquiense) en Argentina y Colombia (en este último país en la Formación Ware, Cuenca Cocinetas, en La Guajira), en América del Sur, entre hace 3.6 a 3 millones de años.
Chapalmalania está relacionado con los mapaches y coatíes. Era un prociónido grande que alcanzaba 1.50 m (5 pies) de longitud (más una cola muy corta). Se asemejó probablemente a un panda gigante. Debido a su tamaño, sus restos fueron identificados inicialmente como los de un oso. Evolucionó posiblemente del Cyonasua, que llegó a Sudamérica desde Centroamérica (en esa época Norteamérica y Sudamérica aún no estaban unidos), a través del salto entre islas, durante el Mioceno superior, hace 7.5 millones de años). Por esto, formó parte del Gran Intercambio Americano. Cuando el Istmo de Panamá se levantó del mar para permitir otras invasiones de osos y de otras especies norteamericanas, Chapalmalania no pudo competir con ellos y su linaje terminó extinguiéndose, después de estar presente en Sudamérica por 5 millones de años.